# Kartel (politiek)
Een kartel (of kieskartel) is een tijdelijke electorale alliantie tussen twee of meer politieke partijen die gedurende de verkiezingen met één kandidatenlijst naar de kiezer trekken. Behalve het praktisch samenwerken en gezamenlijk optreden, delen ze in principe dan ook één verkiezingsprogramma.
De verkozenen zetelen daarna voor die bestuurstermijn als één fractie (tenzij het kartel na het behalen van de zetels opnieuw zou ontbonden worden, al verliest men dan soms ook voordelen naarmate de grootte van een fractie).
Kleinere partijen, die niet zeker zijn of ze de kiesdrempel halen, kunnen op deze manier enigszins voorkomen dat hun reststemmen verloren zouden gaan, en grotere partijen kunnen hun slagkracht vergroten. Een hoge kiesdrempel kan dus de formatie van kieskartels in de hand werken. Doordat een kartelpartij, met de restzetels van de geallieerde partij, een restzetel kan winnen. Het is daardoor ook mogelijk dat er een meerderheidskabinet gevormd wordt, zonder dat daarvoor een grondwettelijke meerderheid aan stemmen bestaat.
Een kartel kan al dan niet samengaan met een inhoudelijk pact of de vorming van een 'front'.
Met een kartellijst is niet te zeggen hoeveel stemmen iedere partij afzonderlijk ontving. Als het kartel bij voldoende kiezers geloofwaardig overkomt als een vernieuwend geheel, kan het soms winst opleveren die meer is dan de som van de delen.

## Kartels in België
In België komen kartels op gemeentelijk vlak vaak voor. Op nationaal vlak waren er in het verleden kartels.
Voorbeelden
- kartel tussen sp.a en spirit (verkiezingen van 2003, 2004, 2006 en 2007);
- Valentijnskartel tussen CD&V en N-VA (verkiezingen van 2004, 2006 en 2007);
- kartel tussen VLOTT en Vlaams Belang (verkiezingen van 2006);
- kartel tussen VLD en Vivant (verkiezingen van 2004 en 2006)

Bij de verkiezingen van 2003, 2004 en 2007 bestonden de kartels in alle kieskringen; die was ook zo bij de provincieraadsverkiezingen van 2006. Bij de gemeenteraadsverkiezingen van 2006 echter hing dit af van gemeente tot gemeente. Meestal werden de kartels gehandhaafd in de grotere steden, maar in kleine gemeenten was dat niet steeds het geval. In veel gemeenten was er bijvoorbeeld alleen een CD&V-lijst of een sp.a-lijst, en kwamen N-VA en spirit niet voor op het stembiljet. In sommige gemeenten diende N-VA een eigen lijst in, zoals in Zwijndrecht en in Dessel. In die gemeenten was er dan geen kartel. Ook kartels Groen!-spirit kwamen voor.